# Tadeusz Skarbek-Malczewski

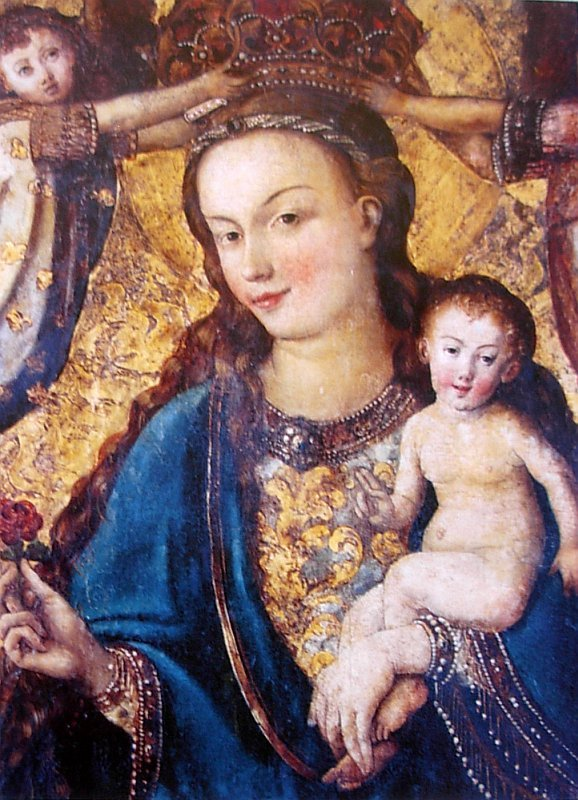
Matka Boża Pięknej Miłości w Bydgoszczy – gotycki obraz w ołtarzu głównym kościoła farnego, którego odkrywcą i restauratorem był ks. Tadeusz Skarbek-Malczewski

Tadeusz Skarbek-Malczewski (ur. 16 grudnia 1873 w Smolarach, zm. 2 października 1929 w Bydgoszczy) – ksiądz, proboszcz w parafii farnej w Bydgoszczy (1921-1929), dziekan bydgoski.

## Życiorys
Urodził się 16 grudnia 1873 r. w Smolarach koło Mogilna. Był synem Adolfa, ziemianina i Jadwigi z Sobeskich. Uczył się w Gimnazjum św. Marii Magdaleny w Poznaniu, gdzie w 1895 r. uzyskał świadectwo dojrzałości. Następnie kształcił się w seminariach duchownych w Poznaniu i Gnieźnie, po czym przyjął święcenia kapłańskie w Gnieźnie (1898). Początkowo był II wikariuszem w Odolanowie, a następnie wikariuszem i mansjonarzem w kościele farnym w Poznaniu.

### Działalność w Witkowie
W latach 1904–1921 był proboszczem kościoła św. Mikołaja w Witkowie, który zdołał przebudować i upiększyć. Aktywny w polskich stowarzyszeniach społecznych i religijnych. Wzorowo zorganizował Towarzystwo Czytelni Ludowych w powiecie witkowskim. W 1917 r. założył Koło Młodzieży Polskiej w Witkowie, które następnie zorganizowało Pierwszą Drużynę Skautów im. Tadeusza Kościuszki. W 1918 r. był delegatem tajnego Komitetu Obywatelskiego na powiat witkowski, występował na rzecz powrotu miasta i powiatu do Polski. Przy jego udziale 12 listopada 1918 r. powstała polsko-niemiecka Rada Delegatów Robotników i Żołnierzy, która przejęła władzę w powiecie. 25 listopada tego roku został przewodniczącym (prezesem) utworzonej wtedy Polskiej Rady Ludowej w Witkowie. W porozumieniu z przedstawicielami ludności polskiej, ogłosił 29 grudnia 1918 r. przejęcie władzy w powiecie przez Polaków oraz poparł ruch powstańczy w Wielkopolsce. W jego mieszkaniu odbywały się regularne narady działaczy polskich.

### Działalność w Bydgoszczy
1 marca 1921 r. mianowano go proboszczem kościoła św. Marcina i Mikołaja w Bydgoszczy, a 1 maja tego roku – dziekanem dekanatu bydgoskiego miejskiego. Jako dziekan bydgoski starał się o rozwój sieci kościołów parafialnych w Bydgoszczy. Zabiegał między innymi o budowę kościoła i zakładu wychowawczego św. Wincentego a Paulo. Po erygowaniu parafii św. Wincentego a Paulo został jej administratorem (1924–1925).
W latach 1922–1926 przeprowadził gruntowny remont kościoła farnego. Polichromię kościoła wykonał wtedy artysta Henryk Jackowski-Nostitz według projektu Stefana Cybichowskiego. We wrześniu 1922 r. odkrył w wielkim ołtarzu fary pokryty oleodrukami obraz Madonny z Różą z I ćwierci XVI w., który wysoko ocenił pod względem wartości. Na jego prośbę prof. Jan Rutkowski z Poznania przywrócił w latach 1923–1924 obrazowi pierwotną formę, usuwając naklejone nań oleodruki i kilka warstw przemalowań. Zamówił także cztery nowe dzwony dla fary: św. Wojciecha, św. Marcina, św. Mikołaja i dzwon poświęcony Zwiastowaniu Najświętszej Maryi Panny, które poświęcił bp. Antoni Laubitz 27 października 1929 r., już po jego śmierci.
Jego staraniem odrestaurowano także w latach 1922–1925 kościół Klarysek, prawie 100 lat nie używany do celów kultowych. 3 grudnia 1922 kościół ponownie został konsekrowany i został kościołem szkolnym – filialnym fary. Od 16 maja 1925 kościół jest pod wezwaniem Wniebowzięcia Najświętszej Marii Panny.
Jego zasługą była odbudowa w Bydgoszczy katolickich symboli religijnych. Zbudowano kościół św. Stanisława Biskupa i Męczennika na Siernieczku, zaś w licznych punktach miasta postawiono Boże Męki i figury świętych. Wzniesiono również Dom Katolicki przy ulicy Grodzkiej, w którym odbywały się zebrania i spotkania stowarzyszeń i bractw kościelnych, a także różnego rodzaju imprezy religijne.
Nie uczestniczył w sporach politycznych i walkach partyjnych, których nie brakowało w Bydgoszczy w tym okresie. Udzielał się w Towarzystwie Opieki nad Niewidomymi, był członkiem Rady Nadzorczej i Zarządu Spółki Akcyjnej Karbid Wielkopolski w Bydgoszczy. W marcu 1925 r. wszedł w skład komitetu honorowego budowy pomnika Henryka Sienkiewicza w Bydgoszczy. Był także długoletnim członkiem Poznańskiego Towarzystwa Przyjaciół Nauk.
Władze duchowne doceniając jego zasługi, obdarzały go różnymi godnościami. Na początku lat 20. XX w. został radcą duchownym. Papież Pius XI mianował go swoim prałatem domowym (tytularnym). Był ponadto sędzią prosynodalnym, delegatem arcybiskupa gnieźnieńskiego przy egzaminach w bydgoskim seminarium nauczycielskim oraz członkiem Consilium a vigilantia. Zmarł 2 października 1929 r. w Bydgoszczy po ciężkiej chorobie. Pochowano go na bydgoskim cmentarzu Nowofarnym.
Jego imię nosi jedna z bydgoskich ulic w przyległa do Starego Rynku. Przy ulicy tej mieści się obecnie rezydencja biskupa bydgoskiego.